# 2e division d'infanterie (Royaume-Uni)
Pour les articles homonymes, voir 2e division.
La 2e division est une division régulière de l'armée britannique, avec une longue histoire. Son existence permanente débute en 1809, quand elle est créée par le lieutenant-général Sir Arthur Wellesley (le futur duc de Wellington), dans le cadre de l'armée anglo-portugaise, lors de la guerre péninsulaire. Auparavant, les formations britanniques étaient formées le temps de la campagne puis dissoutes. Après les guerres napoléoniennes, les divisions deviennent permanentes.
La division est associée au nord de l'Angleterre. L'insigne de la division, les clés croisées de Saint-Pierre, à l'origine sur le blason du diocèse de York, est adopté pendant la Première Guerre mondiale. La division est dissoute le 1er avril 2012.

## Guerre d'indépendance espagnole

### Historique
Le premier commandant de la 2e division est le major général Rowland Hill. Sous son commandement, la division participe à la deuxième bataille de Porto et aux batailles de Talavera et Buçaco.
En 1811, le major-général William Stewart devient commandant de la division. C'est un excellent lieutenant-colonel mais un général désastreux. La division subit de lourdes pertes lors de la bataille d'Albuera. Pour le reste de 1812, la division faisait partie d'un détachement de la taille d'un corps d'armée sous le commandement de Rowland Hill qui couvre le flanc sud de l'armée principale de Wellington. La division acquiert le surnom de la « Division d'observation » et de « Surprisers » pour avoir pris les Français par surprise lors d'opérations à Arroyo Molinos et à Almaraz.
En 1813 et 1814, la division continue de faire partie du détachement Hill. Elle contient trois brigades britanniques et une brigade portugaise. Elle prend part à la bataille de Vitoria sur le flanc droit de l'armée de Wellington. Elle est ensuite repoussée de ses positions au cours de la bataille de Maya. Elle combat ensuite dans les engagements ultérieurs de la bataille des Pyrénées et des combats dans le sud de la France.

### Composition
Composition de la 2e division lors de la bataille d'Albuera le 16 mai 1811, sous le commandement du Major-général William Stewart
1re brigade : commandée par le lieutenant-colonel John Colborne
1/3e (East Kent) régiment à pied (The Buffs)
2/31e (Huntingdonshire) régiment à pied
2/48e (Northamptonshire) régiment à pied
2/66e (Berkshire) régiment à pied
2e brigade : commandée par le major-général Hoghton
29e (Worcestershire) régiment à pied
1/48e (Northamptonshire) régiment à pied
1/57e (West Middlesex) régiment à pied
3e brigade : commandée par le lieutenant-colonel Abercromby
2/28e (North Gloucestershire) régiment à pied
2/34e (Cumberland) régiment à pied
2/39e (Dorsetshire) régiment à pied
5/60e régiment à pied
Composition en janvier 1813 :

1re brigade : commandée par le major-général Cadogan
1/50e (West Kent) régiment à pied
1/71e (Glasgow Highland) régiment à pied (Light Infantry)
1/92e régiment à pied (Gordon Highlanders)
1 Coy., 3/95e régiment à pied (Rifles)
2e brigade : commandée par le major-général Byng
1/3e (East Kent) régiment à pied (The Buffs)
1/57e (West Middlesex) régiment à pied
1er Bataillon (2/31e et 2/66e régiment à pied)
2 Coys., 5/60e régiment à pied
3e brigade : commandée par le major-général Wilson
2/28e (North Gloucestershire) régiment à pied
2/34e (Cumberland) régiment à pied
1/39e (Dorsetshire) régiment à pied
2 Coys., 5/60e régiment à pied
Brigade portugaise : commandée par le brigadier-général Charles Ashworth
1/6e régiment de ligne portugais
2/6e régiment de ligne portugais
1/18e régiment de ligne portugais
2/18e régiment de ligne portugais
6e Caçadores

## Guerre de Crimée

### Historique
La division fait partie de l'armée britannique commandée par Lord Raglan qui débarque en Crimée et tente de capturer le port de Sébastopol. La division est commandée par le lieutenant général Sir George de Lacy Evans, elle combat aux batailles de l'Alma et d'Inkerman où elle subit de lourdes pertes.

### Composition
La division est commandée par le lieutenant-général Sir George de Lacy Evans

3e brigade : commandée par le brigadier-général Adams
41e (Welsh) régiment à pied
47e (Lancashire) régiment à pied
49e (Princess Charlotte of Wales's) (Hertfordshire) régiment à pied
4e brigade : commandée par le brigadier-général John Lysaght Pennefather
30e (Cambridgeshire) régiment à pied
55e (Westmorland) régiment à pied
95e (Derbyshire) régiment à pied
2 batteries d'artillerie de campagne de la Royal Artillery

## Première Guerre mondiale

### Historique
la 2e division fait partie du 1er corps d'armée commandé par Sir Douglas Haig du corps expéditionnaire britannique. Elle participe à la bataille de Mons le 23 août 1914.

### Composition
4e brigade  : (Garde)
2e Bataillon, the Grenadier Guards
2e Bataillon, the Coldstream Guards
3e Bataillon, the Coldstream Guards
1er Bataillon, the Irish Guards
1/1er Bataillon, the Hertfordshire Regiment (transféré à la 6e brigade en août 1915)
La brigade quitte la division le 20 août 1915 pour rejoindre la division de la garde, à cette occasion la brigade est renommée 1re brigade de la garde.
5e brigade :
2e Bataillon, the Oxfordshire & Buckinghamshire Light Infantry
2e Bataillon, the Highland Light Infantry
17e (Service) Bataillon, the Royal Fusiliers (en provenance de la 99e brigade en décembre 1915, à la 6e brigade en février 1918)
24e (Service) Bataillon (2e Sportsman's), the Royal Fusiliers (en provenance de la 99e Brigade en décembre 1915)
Les bataillons suivants font partie de la brigade durant l'année 1915 :
1/7th Bataillon, the King's (Liverpool Regiment) (de septembre 1915 à novembre 1915)
2nd Bataillon, the Royal Inniskilling Fusiliers (de janvier 1915 à juillet 1915)
2nd Bataillon, the Worcestershire Regiment (d'août 1914 à décembre 1915)
1/9th Bataillon (Glasgow Highlanders), the Highland Light Infantry (de novembre 1914 à janvier 1916)
1st Bataillon, the Queen's (Royal West Surrey Regiment) (de juillet 1915 à décembre 1915)
6e brigade :
1er Bataillon, the King's (Liverpool Regiment)
2e Bataillon, the South Staffordshire Regiment
13e (Service) Bataillon (West Ham), the Essex Regiment
1er Bataillon, the King's Royal Rifle Corps (à la 99e brigade à partir de décembre 1915)
Les bataillons suivants font partie de la brigade durant l'année 1915 :
1er Bataillon, the Royal Berkshire Regiment (d'août 1914 à décembre 1915)
1/5e Bataillon, the King's (Liverpool Regiment) (de février 1915 à décembre 1915)
1/7e Bataillon, the King's (Liverpool Regiment) (de mars 1915 à septembre 1915)
1/1er Bataillon, the Hertfordshire Regiment (d'août 1915 à juin 1916)
Le 17e bataillon des Royal Fusiliers rejoignent la brigade en provenance de la 5e brigade en février 1918.
19e brigade : (du 19 août 1915 au 25 novembre 1915)
2e Bataillon, the Royal Welch Fusiliers
1er Bataillon, the Cameronians (Scottish Rifles)
1/5e Bataillon, the Cameronians (Scottish Rifles)
1er Bataillon, the Middlesex Regiment
2e Bataillon, the Argyll & Sutherland Highlanders
La 19e brigade rejoint la division en août 1915 en provenance de la 27e division, elle quitte la 2e division en novembre 1915 pour rejoindre la 33e division où elle remplace la 99e brigade affectée à la 2e division.

## Seconde Guerre mondiale

### Historique

#### Bataille de France

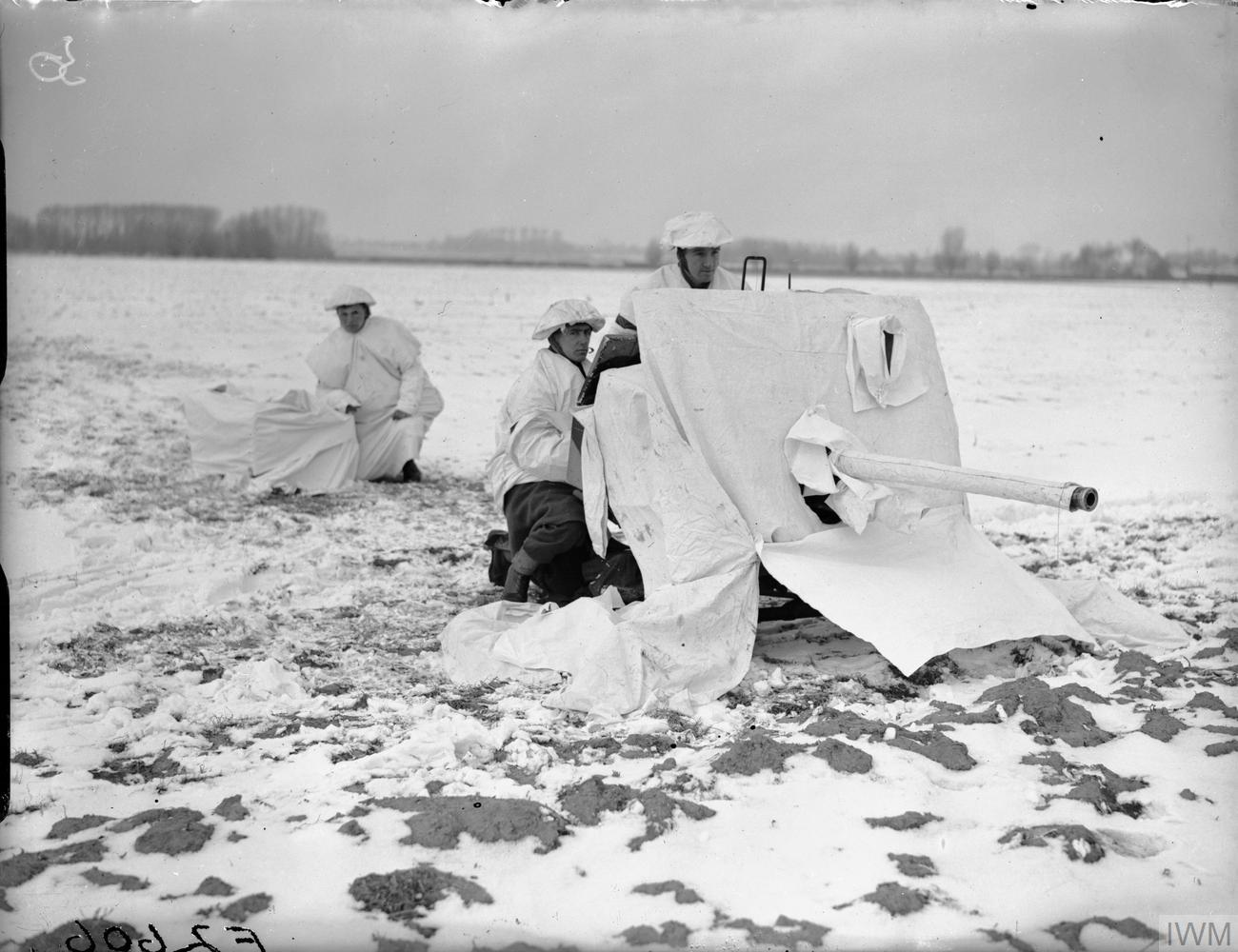
Un canon antichar Ordnance QF 2 pounder du 13th Anti-Tank Regiment, en position à Beuvry le 15 février 1940 durant la Drôle de guerre.

Après son retour d'Allemagne, la division continue d'être une formation de l'armée régulière, elle est stationnée en Grande-Bretagne. En 1939, la 2e division sous le commandement du major général Henry Loyd, fait partie du Corps expéditionnaire britannique envoyé pour combattre aux côtés des armées françaises. En 1940, la force expéditionnaire britannique, dont la 2e division est évacuée de France à Dunkerque avec de faibles pertes mais en abandonnant la quasi-totalité de son équipement.

#### Organigramme début 1940
- 2st Infantry Division - Général Henry Charles Loyd (en)
  - Divisional Troops
    - HQ Royal Artillery
      - 10th Field Regiment,
      - 16th Field Regiment,
      - 99th Field Regiment,
      - 13th Anti-Tank Regiment,

    - HQ Royal Engineers
      - 5th Field Company,
      - 11th Field Company,
      - 38th Field Company,
      - 21st Field Park Company,

    - 4th/7th Royal Dragoon Guards (en)
    - 2nd Battalion The Manchester Regiment (Mitrailleuses)
    - 2nd Divisional Signals

  - 4e brigade d'infanterie (Royaume-Uni) (en)
    - 1st Battalion The Royal Scots
    - 2nd Battalion Royal Norfolk Regiment (en)
    - 1/8th Battalion The Lancashire Fusiliers
    - 4th Infantry Brigade Anti-Tank Company

  - 5e brigade d'infanterie (Royaume-Uni)
    - 1st Battalion Queen's Own Cameron Highlanders
    - 2nd Battalion Dorsetshire Regiment (en)
    - 7th Battalion Worcestershire Regiment
    - 5th Infantry Brigade Anti-Tank Company

  - 6e brigade d'infanterie (Royaume-Uni) (en)
    - 1st Battalion Royal Welch Fusiliers
    - 1st Battalion Royal Berkshire Regiment
    - 2nd Battalion Durham Light Infantry
    - 6th Infantry Brigade Anti-Tank Company

#### Inde et Birmanie
La 2e division est rééquipée en Grande-Bretagne. En décembre 1941, le Japon entre en guerre. Après une série de défaites des troupes britanniques et du Commonwealth en Extrême-Orient au début de 1942, la division est envoyée en Inde menacée par l'avancée japonaise et ses troubles internes. Pendant plusieurs mois, la division est employée dans des opérations de sécurité intérieure et s'entraîne pour des opérations amphibies.
En 1944, les Japonais déclenche l'invasion de l'Inde. La 2e division est envoyée pour reprendre la position clef de Kohima. Après avoir repoussé les Japonais à la bataille de Kohima, la division libère un corps indien assiégé à Imphal. On trouve dans le grand cimetière militaire à Kohima, une épitaphe gravée sur le mémorial de la 2e division :
« Lorsque vous rentrerez chez vous, dites leur : pour votre avenir nous avons donné notre présent »
Cette épitaphe est connue comme l'épitaphe de Kohima. Le texte est attribué à John Maxwell Edmonds, il est inspiré de l'épitaphe écrite par Simonide pour honorer les morts spartiates tombés à la bataille des Thermopyles en 480 av. J.-C.
La 2e division est intégrée à la 14e armée britannique lors de son offensive en Birmanie. Elle est ensuite retirée en Inde à la fin mars 1945. La division est reconstituée en Inde et s'entraîne pour des opérations amphibies, mais la guerre se termine sans débarquement.
En septembre 1945, le quartier-général de la 2e division est en Malaisie, elle est intégrée au 34e corps d'armée. Les trois brigades sont dirigées vers le Japon, en passant par la Malaisie et la Birmanie. La division quitte l'Inde le 12 avril 1945. Elle est transférée sous le commandement du quartier-général des forces terrestres alliées en Asie du Sud-Est à cette date puis est intégrée à l'armée du Sud le 7 juin 1945. La 5e brigade quitte la 2e division en octobre 1945 pour faire partie après une réorganisation de la division Brinjap au sein de la force d'occupation du Japon du Commonwealth britannique. La 6e brigade à nouveau réorganisée est envoyée à Singapour en décembre 1945. La division est démantelée en Inde en octobre 1946.

### Composition
Composition de la 2e division lors de son transfert en Inde en avril 1942.
4e brigade :
1er Bataillon, Royal Scots
2e Bataillon, the Royal Norfolk Regiment
1/8e Bataillon, the Lancashire Fusiliers
5e brigade :
1er Bataillon, the Queen's Own Cameron Highlanders
2e Bataillon, the Dorsetshire Regiment
7e Bataillon, the Worcestershire Regiment
6e brigade :
1er Bataillon, the Royal Berkshire Regiment
1er Bataillon, the Royal Welch Fusiliers
2e Bataillon, Durham Light Infantry
Unités de soutien :
2e régiment de Reconnaissance
2e Bataillon, the Manchester Regiment
3e Carabiniers (Prince of Wales's Dragoon Guards)
10e régiment d'artillerie de campagne, Royal Artillery
16e régiment d'artillerie de campagne, Royal Artillery
99e (Buckinghamshire Yeomanry) Field Regiment, Royal Artillery
100e (Gordon Highlanders) Anti-Tank Regiment, Royal Artillery

## Organisation actuelle

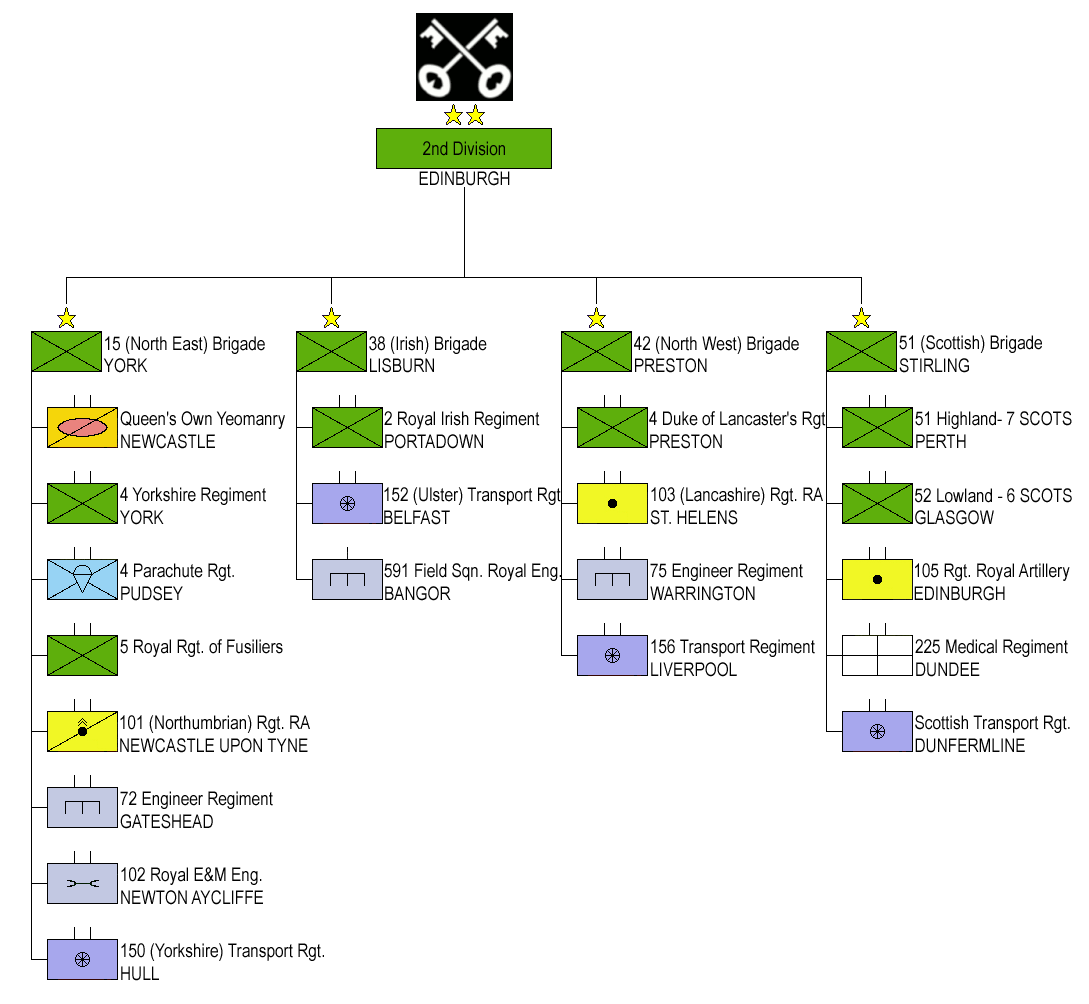
Structure de la 2e division d'infanterie en 2012.

Après la fin de la guerre froide, la division fut dissoute, mais le nom fut conservé pour le regroupement de plusieurs districts militaires. Elle répond au Commander Regional Forces, appartenant au Land Command de Wilton (Wiltshire).
Les brigades suivantes font partie de la 2e division d'infanterie :
Brigades régionales
- 15e brigade du Nord-Est (15th North East Infantry Brigade)
- 38e brigade irlandaise (38th Irish Infantry Brigade)
- 42e brigade du Nord-Ouest (42nd North West Infantry Brigade)
- 51e brigade écossaise (51st Scottish Infantry Brigade)

### Les autres division de laBritish Army
- 1re division blindée
- 3e division d'infanterie
- 4e division d'infanterie
- 5e division d'infanterie
- 6e division d'infanterie